# Microtus umbrosus
Microtus umbrosus — вид гризунів родини Cricetidae. Назва umbrosus може походити від латинського umbros, що означає тіньовий. У порівнянні з іншими полівками вона досить велика і має довгий хвіст. Шерсть довга і м'яка. У верхній частині волосся рівномірно темне з коричневими кінчиками, а нижня частина темно-сіра, тонко розмита з рудувато-жовтим кольором. Він зустрічається лише в Мексиці, в напівізольованому гірському масиві на південний схід від річки Кахонес в районі Міксес, штат Оахака.

## Розповсюдження
Microtus umbrosus обмежений напівізольованим гірським масивом на південний схід від річки Кахонес в районі Міксес в Оахаці, Мексика. Вид був зареєстрований на висоті від 1829 метрів у місті Тотонтепек до 2499–3000 метрів на горі Земпоалтепек на південному кінці гірського хребта.

## Екологія
Середовище існування цього виду можна описати як вологу верхню астральну зону, густі дубові ліси, гірські сосново-дубові ліси, вічнозелені хмарні ліси та вічнозелені широколисті тропічні ліси. Про це повідомляється з вологої верхньої тропічної підзони. Він живе в місцях і довгих тунелях у помірно вологому, добре дренованому ґрунті.

## Морфологічні характеристики
Цей вид більший, має значно довший хвіст і великі задні лапи порівняно з іншими мексиканськими полівками. Його хвіст становить приблизно 33% від загальної довжини тіла, довший, ніж у більшості інших видів того ж роду. Лапи великі з п'ятьма підошовними горбками і основним шостим горбком. Наявність двох пар молочних залоз в паховій області і відсутність молочних залоз в області грудей є ключовою ознакою для цього виду.